# Stanwood, Iowa
Stanwood är en ort i Cedar County i Iowa. Vid 2010 års folkräkning hade Stanwood 684 invånare.